# Johannes Bühring

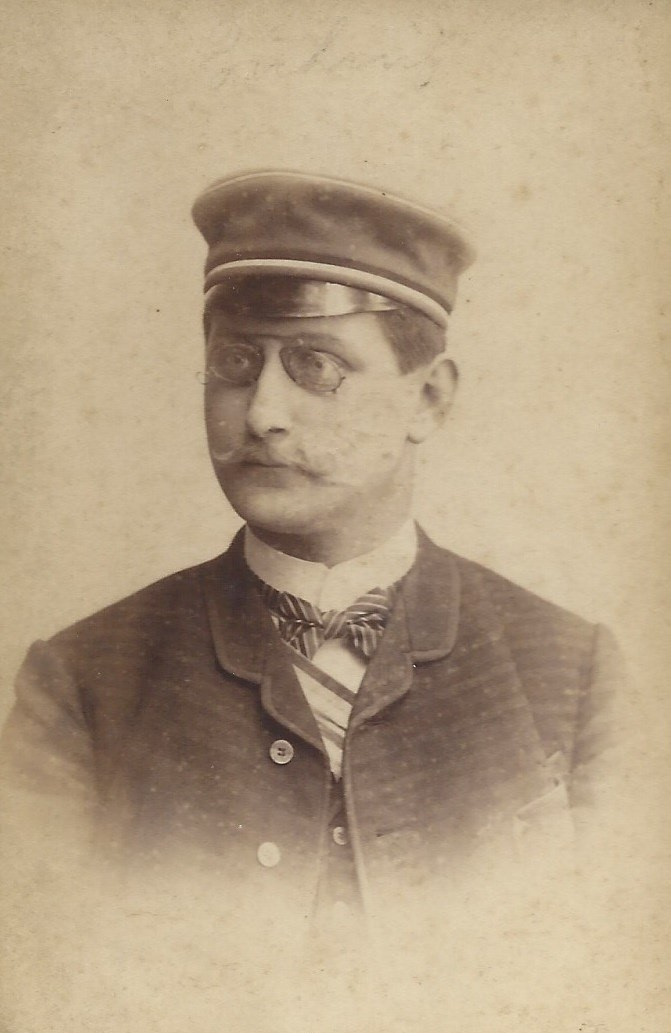
Johannes Bühring

Johannes Bühring (* 20. September 1858 in Neuwied; † 18. September 1937 in Wuppertal) war ein deutscher Gymnasiallehrer und Heimatkundler in Thüringen und Elberfeld.

## Leben
Bühring war Sohn des Kgl. Seminardirektors Wilhelm August Bühring. Er besuchte die Latina der Franckeschen Stiftungen in Halle. Nachdem er Ostern 1877 die Abiturprüfung bestanden hatte, begann er an der Universität Halle Evangelische Theologie, Philologie, Geschichte, Erdkunde und Germanistik zu studieren. 1878 wurde im Corps Teutonia Halle recipiert. Corpsbursche war er vom Sommersemester 1877 bis zum SS 1878, vom SS 1879 bis SS 1880 und im Wintersemester 1884/85. Er konnte die Chargen als Subsenior und zweimal als Senior klammern. Zwischenzeitlich wechselte er an die Königliche Universität zu Greifswald, wo er zu den drei Stiftern des (kurzlebigen) Corps Baltia Greifswald gehörte. Im WS 1878/79 konnte er den Consenior klammern.
Als er nach dem Examen von 1880 bis 1883 Hauslehrer in Venedig war, trieb er Studien im Staatsarchiv Venedig. Sie wurden zur Grundlage seiner Doktorarbeit mit der er am 5. August 1884 in Halle zum Dr. phil. promoviert wurde. Er bestand dort im Dezember 1886 das Examen pro facultate docendi und absolvierte das Probejahr an seiner früheren Schule. Zugleich war er Mitglied des Seminarium praeceptorum. Als wissenschaftlicher Hilfslehrer blieb er noch ein Jahr an der Anstalt. Im Sommer 1889 ging er als Hilfslehrer an das Fürstliche Gymnasium in Arnstadt. Im Laufe von 12 Jahren wurde er dort zum Oberlehrer und Gymnasialprofessor befördert. Seit 1898 engagierte er sich in der Verwaltung des Regierungsarchivs. 1902 wurde er an das Elberfelder Realgymnasium berufen. In Programm-Abhandlungen befasste er sich mit Alteburg (Arnstadt) und Dem von Kürenberg. Seine Dissertation zum Dreißigjährigen Krieg, Henri II. de Rohan und Gustav II. Adolf wurden wie seine Bücher und Wegekarten zu Masserberg und zum Walpurgiskloster (Arnstadt), Thüringer Wald und Frankenwald zwischen 1995 und 2017 nachgedruckt. Bühring war Mitbegründer des Rennsteigvereins. Er war Fürsteher von 1910 bis 1932 und Ehrenfürsteher von 1932 bis 1937. Über den Rennsteig verfasste er mit seinem Freund Ludwig Hertel mehrere Bücher. Als Studienrat a. D. starb er zwei Tage vor seinem 79. Geburtstag.

## Veröffentlichungen
- Die Alteburg bei Arnstadt, eine Wallburg der Vorzeit. Arnstadt 1892.[6]
- Das Kürenberg-Liederbuch nach dem gegenwärtigen Stande der Forschung, 1. Teil. Arnstadt 1900.[6]
- Das Kürenberg-Liederbuch nach dem gegenwärtigen Stande der Forschung, 2. Teil. Arnstadt 1901.[6]
- Venedig, Gustav Adolf und Rohan, ein Beitrag zur allgemeinen Geschichte im Zeitalter des 30-jährigen Krieges aus Venezianischen Quellen. Halle 1885; Nachdruck 2012, ISBN 978-1278687902[7]
- Geschichte der Stadt Arnstadt 704–1904, Im Auftrage der Stadt und unter Benutzung hinterlassener Vorarbeiten des Archivrats Hermann Schmidt, Arnstadt 1904, Fürstliche Hofdruckerei von Emil Frotscher